# Авербух Олександр Михайлович
Авербух Олександр Михайлович (нар. 15 вересня 1985, Новоайдар) — український поет, перекладач і літературознавець.

## Біографія
Автор трьох поетичних збірок і низки літературних перекладів івритом, російською, українською та англійською мовами. У своїх творах торкається питань етнічної фрагментації та межовости, множинних ідентичностей, квірності, крос- та багатомовності, документалістичного письма й памʼяті. Авербух є організатором численних літературних заходів. У 2020 організував фестиваль сучасної української поезії та упорядкував розділ шостого числа журналу перекладів Ukrainian Literature: A Journal of Translations, присвячений поезії учасників цього фестивалю. Активно займається промоцією українсько-єврейських відносин. У 2022 році організував першу в своєму роді серію двомовних (українсько-івритських) літературних заходів, присвячених сучасній українській поезії в перекладах на іврит, до яких долучилося понад 50 українських та ізраїльських поетів і перекладачів. Переклав понад 30 добірок сучасних українських поетів івритом.
Досліджує взаємозв’язки між економікою, культурою споживання та українською, російською та івритською поезією імперської та ранньої радянської доби. Автор праць із теорії квірности й фемінізму, критичної теорії раси та культури споживання, епістолярної культури, українського модернізму. Досліджує життя і творчість Агатангела Кримського.
Є співкуратором та архіватором волонтерського, культурно-дослідницького документального проєкту «Я пишу з війни»,  який збирає свідчення очевидців російсько-української війни, починаючи з повномасштабного вторгнення росії в Україну 24 лютого 2022 року. Архівує свідчення російсько-української війни в Центрі українського і канадського фольклору ім. Петра та Доріс Кулів при Альбертському університеті (Канада).  
Навчався в Тель-Авівському та Єврейському університетах (Ізраїль), здобув звання доктора в Торонтському університеті (Канада), працює викладачем в Альбертському університеті (Канада).

### Поетичні збірки
- Зустрічне світло (Встречный свет, 2009, ISBN 978-586-856-183-2)
- Свідчення четвертої особи (Свидетельство четвертого лица, 2017, ISBN 978-5-4448-0640-1)
- Жидівський король (2021, ISBN 978-966-378-911-8)

### Антології
- Єврейські адреси України : путівник (2020, ISBN 978-966-378-819-7)
- Антологія «Поети України» (POETI D'UCRAINA, 2022, ISBN 9788804765325)
- Антологія «У час війни» (In the Hour of War, 2023, ISBN 9798986340180)

## Збірка «Жидівський король»
Назва збірки Олександра Авербуха («Жидівський король») — є автоцитатою. У інтерв’ю Громадському радіо, він пояснив, зокрема, що розуміє, що йдеться про проблематичний, навіть дражливий термін, проблематичність якого він хоче денатуралізувати. Зі збіркою «Жидівський король», яку критик Олег Коцарев назвав головною поетичною подією 2021 року, Авербух став фіналістом Шевченківської премії. Центральною темою збірки є переплетіння єврейсько-українських стосунків крізь призму родинної історії автора та багатонаціонального минулого та сьогодення України. Один з розділів збірки побудований на опоетизованих документальних матеріалах, пов’язаних із Другою світовою війною: листах українських остарбайтерів до рідних в Україну, що переплітаються з листами євреїв, які пережили Голокост і повернулися до зруйнованих українських сіл у пошуках своїх убитих родичів. Значна частина збірки присвячена російсько-українській війні, зокрема, на батьківщиниі Авербуха, Луганщині.
Як зазначив Сергій Жадан, збірка «складається з голосів померлих, зневірених, позбавлених дому та права. На думку Жадана «пряма мова свідків звучить куди виразніше й глибше за всі можливі метафори, а імена з родинного фотоальбому відлунюють біблійним гнівом та смиренням».
У книзі також розглядається тема вигнання та втрати рідного дому. На думку лауреатки Шевченківської премії 2021 року Оксани Луцишиної, авторки передмови до збірки, у ній зображено «трагізм історії, яка зриває людей з місця, пропускає через горнило воєн, депортацій, антисемітизму, примусових робіт в інших країнах, безкінечного вигнання — як на чужині, так і в рідних краях». Межовість досвіду, відображеного у зібірці, підкреслює також Оксана Розенблюм.
Міркуючи над збіркою у контексті поточних переоцінок соціального, політичного та культурного минулого, Остап Сливинський зауважує, що такі переоцінки неминучі, і що дослідження інколи темного минулого може привести до примирення з іншими та з самими собою.
Тамара Гундорова наголошує на мовному новаторстві книжки та опоетизованій документальності — «кострубатій мові, сакральній неграмотності і водночас інтимності листів остарбайтерів». Переважно маючи на увазі документальний цикл, вона наголошує на його «монструозній мові та неймовірній, зашкалюючій щирості».
Оксана Лисенко підкреслює загальне есхатологічне відчуття від збірки, навіяне образами могил, убивств і знищень. Підкреслюючи близькість поетики Авербуха до Целанівської, вона пише, що подібно до «Фуги смерті», у віршах Авербуха два жіночі образи (прабабусі автора) відображають не лише протистояння культур, але й внутрішню боротьбу багатоентічної спадщини та матеріальної пам’яті про цю спадщину конкретної людини.
Літературознавиця Ольга Хомета пише про відновлену мову покоління українців, вивезених до Німеччени на тяжку працю під час війни. Як зазначає Хомета: «У збірці єврейське зливається з українським у метафорі «великого змішання народів» у тілі ліричного героя, а також через мову: висловлене українською єврейське стає також українським, історії двох народів впадають одна в одну, їхні травми зливаються в одну».
Марко Павлишин пише про намагання збагнути страждання всіх жертв, не лише «своїх». Він підкреслює, що ключовими поняттями збірки є концепції пробачання: «Пробачити» і «пробачити собі». Він зазначає, що збірка своїм текстом «будує пам’ятники і вбитим євреям, і хлопцям і дівчатам, вивезеним під час Другої світової війни на каторжні роботи в Німеччині, і ліквідаторам, які загинули в Чорнобилі, і сучасним військовим на сході України — пошанувати й визнати їх та їхнє страждання».
Михайло Гаухман визначає одну з головних рис збірки як панихидальну — це реквієм і по врченому Авербухами Дашову на Вінниччині, і по окупованому Новоайдару на Луганщині.

## Переклади іноземними мовами
Окремі вірші Олександра Авербуха перекладено англійською, французькою, польською, українською та естонською.

### Англійською
- One Hundred Degrees of Amber Delirium[16] (Переклад: Isaac Stackhouse Wheeler, MumberMag, 2020)
- A Frozen-Silent Resident[17] (Переклад: Isaac Stackhouse Wheeler, Homintern, 2020)
- A Billable Body[18] (Переклад: Isaac Stackhouse Wheeler, SurVision, 2021)

### Французькою
- Anthologie De La Jeune Poésie Russe: Lauréats Et Finalistes Du Prix Début[19] (Переклад: Christine Zeytounian-Beloüs, Belval: Circé, 2018)
- Jusqu’à ce que tu aies disparu[20] (Переклад: Yvan Mignot, La Revue de Belles-Lettres 2, 2019)

### Польською
- Ludzie moi[21] (Переклад: Tomasz Pierzchała, Obszaryprzepisane, 2019)
- Całą noc gnał mnie przez pole[22] (Переклад: Tomasz Pierzchała, Helikopter, 2020)

### Українською
Вірші Олександра Авербуха в перекладах українською (Переклад: Лесик Панасюк, Літцентр, 2020)

### Естонською
- The Jewish King (Переклад: Anne Verschik, Looming, 2022)

## Інтерв'ю, статті, рецензії
- Оксана Луцишина: «Олександр Авербух про поезію та міжкультурні зв’язки українців і євреїв» (Читомо, 23.06.2022)
- Олег Коцарев: «Нові книжки старих зірок і дозрівання вчорашніх дебютантів – поезія-2021» (Читомо, 01.02.2022)
- Олена Гусейнова: «Непрочитані та ненаписані книжки про Голокост. Говорять - Христя Рутар та Алекс Ауербух» (Радіо Культура, 27.01.2022)
- Наталія Бельченко: «Мені залишилася лише мова, мова єднання…» (Kyiv Daily, 20.01.2020)
- Ірина Сажинська: «Олександр Авербух: «Створення тексту — це завжди розставання» (Р.І.Д., 31.08.2019)
- Лена Самойленко: «На перетині» (Inший Kyiv, 24.07.2019)